# إيلوي كاسادوس
إيلوي كاسادوس (بالإنجليزية: Eloy Casados)‏ ممثل أمريكي بدأ مسيرته الفنية عام 1970.

## الأعمال
- حروب التنين
- فروست ونيكسون
- الإشبينات
- مكفارلاند، أميركا
- الرجل الأخضر الخارق
- السائق نايت
- اسرق السماء
- جوال تكساس ووكر
- سي اس آي: التحقيق في موقع الجريمة
- كاسل

## وصلات خارجية
- إيلوي كاسادوس على موقع IMDb (الإنجليزية)
- إيلوي كاسادوس على موقع ألو سيني (الفرنسية)
- إيلوي كاسادوس على موقع أول موفي (الإنجليزية)
- إيلوي كاسادوس على موقع قاعدة بيانات الأفلام السويدية (السويدية)
- إيلوي كاسادوس على موقع قاعدة بيانات الفيلم (الإنجليزية)